# Sergi López-Egea
Sergi López-Egea (Barcelona, 1960) es un periodista español especializado en ciclismo. Desde 1990 centra su carrera profesional en la cobertura de competiciones ciclistas, tanto a nivel nacional como internacional.

## Biografía
López-Egea se especializó en ciclismo en 1990, campo en el que ha desarrollado la mayor parte de su trayectoria profesional. Desde entonces, ha ejercido como enviado especial en 35 ediciones del Tour de Francia, 33 de la Vuelta a España, 6 del Giro de Italia, así como en varias ediciones de los Campeonatos del Mundo de Ciclismo en Ruta.
Trabaja como periodista especializado en ciclismo en El Periódico, medio del grupo 'Prensa Ibérica', donde ha firmado crónicas, reportajes y análisis vinculados al ciclismo profesional. Los artículos también aparecen en el resto de medios del grupo editorial.

## Reconocimientos
En julio de 2010, durante la 16.ª etapa del Tour de Francia en Bagnères-de-Luchon, López-Egea recibió la Medalla de la Fidelidad, otorgada por la organización del Tour en reconocimiento a sus 20 años consecutivos cubriendo la carrera. El galardón le fue entregado por Bernard Hinault, en presencia de Christian Prudhomme y Bernard Thévenet. Con esta distinción, pasó a formar parte de la familia de honor del Tour de Francia.

## Obra
Ha publicado diversos libros centrados en el ciclismo, algunos de ellos en coautoría con otros periodistas especializados:
- Locos por el Tour (con Carlos Arribas y Gabriel Pernau, RBA, 2003)
- Cumbres de leyenda (con Carlos Arribas, RBA; reedición en Cultura Ciclista)
- Cuentos del Tour (Cultura Ciclista)
- Cuentos del pelotón (Cultura Ciclista)
- Cuentos del equipo Cofidis (Cultura Ciclista)
- El Tourmalet (Cultura Ciclista)